# Takasaki (stacja kolejowa)
Takasaki (jap. 高崎駅 Takasaki-eki) – stacja kolejowa w Takasaki, w prefekturze Gunma, w Japonii. Znajduje się tu 5 peronów.